# Leśnictwo (Wierzbica)
Lesnictwo – kolonia wsi Wierzbica w Polsce, położona w województwie świętokrzyskim, w powiecie buskim, w gminie Tuczępy.
W latach 1975–1998 kolonia położona była w województwie kieleckim.